# Сурженко Сергій Іванович
Сергі́й Іва́нович Сурже́нко (25 лютого 1985 — 18 січня 2015) — солдат Збройних сил України. Учасник війни на сході України. Один із «кіборгів».

## Життєвий шлях
У 2000-х роках закінчив ПТУ № 30 у селі Торговиця, механізатор-тракторист.
Постійно займався спортом, неодноразово брав участь у шкільних і районних змаганнях з футболу та інших видів спорту.
Працював трактористом в ПСП «Лан».
З 2005 по 2007 рік проходив військову службу в прикордонних військах.
У часі війни — доброволець, старший навідник 95-ї окремої високомобільної десантної бригади.
З 2 березня 2014 року пройшов двотижневі навчальні збори у районному військовому комісаріаті. 7 серпня добровольцем пішов до Збройних Сил України, пройшов підготовку в 169-му навчальному центрі «Десна», після чого був направлений на проходження служби до 95-ї окремої високомобільної десантної бригади.
Брав участь у багатьох операціях, які проходили по периметру зони АТО.
18 січня 2015-го зазнав смертельних осколкових поранень поблизу села Спартак Ясинуватського району у бою з російськими збройними формуваннями за Донецький аеропорт, котрі обстрілювали позиції військовиків з «Градів». Тоді ж загинув солдат Сергій Парубець.
Упізнаний в дніпропетровському морзі. Похований у Новоархангельську.

## Нагороди та вшанування
- Указом Президента України № 282/2015 від 23 травня 2015 року, «за особисту мужність і високий професіоналізм, виявлені у захисті державного суверенітету та територіальної цілісності України, вірність військовій присязі», нагороджений орденом «За мужність» III ступеня (посмертно)[1].
- Нагороджений нагрудним знаком «За оборону Донецького аеропорту» (посмертно).
- 13 жовтня 2015 року в Торговиці відкрито меморіальну дошку честі Миколи Покрищенка, Сергія Сурженка, Олександра Азарова, Миколи Томака. Благодійник вирішив залишитися невідомим.
- У квітні 2016-го в Новоархангельську відбувся кубок з аматорського футболу пам'яті Сергія Сурженка.
- Вшановується в меморіальному комплексі «Зала пам'яті», в щоденному ранковому церемоніалі 18 січня[2][3].